# Mikołaj Oleśnicki (wojewoda)
Mikołaj Oleśnicki herbu Dębno (ur. 30 lipca 1558 roku, zm. 13 grudnia 1629 roku) – wojewoda lubelski w latach 1619–1629,  kasztelan radomski w latach 1611–1619, kasztelan małogoski w latach 1598–1609, starosta opoczyński w latach 1622–1629, marszałek Trybunału Głównego Koronnego w 1604 roku.

## Życiorys
Syn Jana Oleśnickiego, bratanek Mikołaja Oleśnickiego. Jego pradziadem od strony matki był Mikołaj „Lubelczyk” Kurozwęcki.  Nie wiadomo o żadnych urzędach pełnionych przez jego ojca, wygląda więc na to, że karierę zawdzięczał własnym umiejętnościom. Wychowany jako kalwinista, później arianin, w 1598 roku przeszedł na katolicyzm, co znacznie ułatwiło mu dalszą karierę.
Poseł na sejm 1590 roku z województwa sandomierskiego.
W 1606 roku, jako drugi wielki poseł obok Aleksandra Korwina Gosiewskiego, odprowadził Marynę Mniszchównę do Moskwy, gdzie prowadził pertraktacje dotyczące przymierza Rzeczypospolitej z Dymitrem Samozwańcem.
W 1613 roku wyznaczony został senatorem rezydentem.
W 1618 i 1626 roku był deputatem Senatu na Trybunał Skarbowy Koronny.
Żenił się czterokrotnie: kolejno z Krystyną Palęcką, Małgorzatą Tarło, Zofią Lubomirską i Zofią Tarło.
Wzniósł kościół w Lipsku, które od Oleśnickich zakupili Denhoffowie. Jednak wyjednał przedtem dla grodu tego prawa miejskie. Podjął również starania o budowę kościoła w Tarłowie.
Pochowany w ufundowanej przez siebie w 1620 rodzinnej kaplicy Oleśnickich na Świętym Krzyżu.